# 오스틴 왓슨
오스틴 왓슨(Austin Watson, 1986년 9월 4일 ~ )은 미국의 남자 프로레슬링선수이며 TNA 링네임은 컨시퀀스 크리드(Consequences Creed)FCW/WWE 링네임에서는 재비어 우즈/새비어 우즈(Xavier Woods) 등의 링네임을 사용하였다.
키는 181cm 몸무게는 92kg이다. 피니쉬는 몬티 피스토(라이트 핸디드 훅), 파이어맨즈 캐리 커터, 크리DDT(해머락 레그스윕 DDT), ACT 오스틴 크리드 테스트/컬처 쇼크(다이빙 DDT), 로스트 인 더 우즈(인버티드 스톰프 페이스브레이커), 토네이도 DDT, 샤이닝 위자드, 리미트 브레이크(로프워크 다이빙 엘보우 드롭)로 사용을 한다.

## 경력
2005년 프로레슬링 입문했고, 2013년 11월 18일 WWE Raw에서 알 트루스랑 태그팀매치로 승리를 얻게 했으나 2013년 11월 25일 WWE Raw에서 싱글매치 중에서 상대 히스 슬레이터 상대로 로스트 인 더 우즈 피니쉬 한방으로 이기고 만다. 그리고 알 트루스랑 같이 붙어 다니다가 WWE 익스트림 룰즈 2014에서 알 트루스와 팀을 이뤄 루세프를 상대하면서 등장을 했지만 결국은 안타깝게도 끝내 완전히 약골이 되버렸다. 이후 계획은 무산되었고 원래 위치로 복귀했다. 그러다 2014년 11월 말 뉴 데이의 멤버로 합류했다. 2015년 4월 26일 WWE 익스트림 룰즈 2015에서 같은 팀 동료인 빅 E와 코피 킹스턴이 세자로 & 타이슨 키드를 꺾으면서 WWE 태그팀 챔피언에 등극했다. 그리고 '프리버드 룰'에 의해 공식적으로 WWE 태그팀 챔피언으로 인정되면서 WWE에서 처음으로 타이틀을 따냈다. 경기엔 크게 개입하진 않지만 에이프런이나 링 바깥에서 "저쪽팀은 구려! 그리고 우리는 최고다! 우리는 쩐다!" 식의 쉼 없는 입털기를 보여준다. 그리고 어느 샌가 섬머슬램 이후 트롬본을 들고 나오더니 온갖 음악과 효과음으로 적에겐 어그로와 짜증을 끌어모으며 관객에게 꿀잼을 선사한다. 특히 코피 킹스턴이 링에 로우 드롭킥을 할 때 뿌우↘~우움~↗하는 효과음을 내는 건 정말 인상적이다. 2015년 9월 더들리 보이즈랑 대립하면서 DQ와 테이블에 3D당하는게 일상이다. 중간에 존 시나의 U.S. 챔피언 오픈 챌린지에 도전하기도 했다. 간만에 로스트 인 더 우즈 드립은 덤. 10월 19일 RAW에서는 존 시나와 더들리 보이즈의 팀을 상대로 승리했지만 존 시나의 AA + 더들리즈의 세컨드 로프 테이블 파워밤이라는 초절 콤보의 희생양이 되며 그주 스맥다운에 출전하지 못했다. 둘이서만 출전한 나머지 뉴 데이 멤버들은 'XW' 이니셜이 새겨진 아대를 끼고 나와 추모경기처럼 경기를 치뤘으나 딘 앰브로스와 로만 레인즈에게 시원하게 털리고 말았다. 2015년 11월 신 카라에게 샤이닝 위자드로 핀을 따낸다. 피니쉬 기술을 바꾼것 같다. 2015년 마지막 스맥다운에서 오랜만에 더들리 보이즈에게 테이블에 파워밤을 맞았다. 테이블에는 'Happy New Year'라는 문구가 새겨져 있었다. 2016년 1월 11일 WWE RAW에서는 언제나처럼 매니저 역할을 수행하며 심판을 방해하며 팀원들을 돕고 있었는데... 그만 돌아온 크리스 제리코에게 트롬본을 빼앗겼고 트롬본은 결국 제리코에게 개박살이 나고 말았다. 이때 "WHYYYYYYYYY!!!!!!!!!!!!"라 절규하며 오열하는 모습으로 시청자들에게 큰웃음을 주었다. 경기후 트위터로 트롬본의 이름이 '프란체스카'였다고 밝히며 트롬본을 추모한 것은 덤 2017년 4월 11일 WWE 스맥다운에서 진행된 2017 WWE 슈퍼스타 셰이크업을 통해 더 뉴 데이 전원이 스맥다운으로 이적하게 된다. 그리고 WWE 배틀 그라운드 2017에서 리미트 브레이크라는 피니쉬로 바뀌게 되었다. 일명 3단로프를 올라가서 로프를 걸어가서 몸을 날리면서 상대에게 팔꿈치로 내려 찍는 기술로 바뀌게 되었다. 2018년 1월 9일 WWE 스맥다운에서 에이든 잉글리쉬상대로 승리를 했으나... 2018년 1월 16일 WWE 스맥다운에서는 WWE 상대 악역 진더 마할이라는 상대를 했지만 패하게 되었다. 2018년 1월 30일 WWE 스맥다운에서 WWE US 챔피언 페이탈 포 웨이 넘버원 컨텐더 매치중에서 참가를 했지만 아쉽게도 실패를 거둔다.
- DSW 헤비웨이트 챔피언 (1회)
- ECWA 슈퍼 에인 토너먼트 챔피언 (2010)
- FCW 플로리다 태그팀 챔피언 (1회) - 웨스 브리스코
- NWA 아나키 태그팀 챔피언 (1회) - 헤이든 영
- 모스트 파퓰러 레슬러 (2006)
- 태그팀 오브 더 이열 (2015, 2016) - 빅 E 앤 코피 킹스턴
- 랭크드 넘버 58 오브 더 탑 500 싱글즈 레슬링 인 더 PWI 500 인 2016
- 컴백 오브 더 이열 (2015) - 애즈 어 멤버 오프 더 뉴 데이
- 새컨드-베스트 악역상 (2015) - 애즈 어 멤버 오프 더 뉴 데이
- WWE 레슬링 오브 더 이열 (2015) - 애즈 어 멤버 오프 더 뉴 데이
- TNA 월드 태그팀 챔피언 (1회) - 제이 리설
- 베스트 기믹 (2015) 더 뉴 데이
- WWE 러 태그팀 챔피언 (5회) - 빅 E 앤 코피 킹스턴 (2회), 코피 킹스턴 (3회)
- WWE 스맥다운 태그팀 챔피언 (7회) - 빅 E 앤 코피 킹스턴 (6회), 코피 킹스턴 (1회)
- WWE NXT 태그팀 챔피언 (1회) - 코피 킹스턴
- WWE 킹 오브 더 링 2021 우승